# Nguyễn Đình Khang
Nguyễn Đình Khang (sinh năm 1967) là một chính khách Việt Nam. Ông hiện là Ủy viên Ban Chấp hành Trung ương Đảng Cộng sản Việt Nam khóa XIII, Bí thư Đảng Đoàn, Chủ tịch Tổng Liên đoàn Lao động Việt Nam, nguyên Bí thư Tỉnh ủy Hà Nam nhiệm kỳ 2015–2020.

## Lý lịch và học vấn
Nguyễn Đình Khang sinh ngày 23 tháng 5 năm 1967, tại xã Quang Thịnh, huyện Lạng Giang, tỉnh Bắc Giang, quê quán: huyện Thuận Thành, tỉnh Bắc Ninh.
Trình độ: Thạc sĩ Quản lý Kinh tế.
Ông từng giữ chức Thành viên Hội đồng thành viên, Tổng Giám đốc Tập đoàn Hóa chất Việt Nam; Phó Bí thư Đảng ủy Tập đoàn Hóa chất Việt Nam, kiêm Trưởng ban Tuyên giáo Đảng ủy Tập đoàn.

## Sự nghiệp
Từ năm 1984-1988, Sinh viên Đại học Tài chính Kế toán (nay là Học viện Tài chính)
Từ năm 1989-1993, Kế toán Công ty Phân đạm và Hóa chất Hà Bắc
Từ năm 1993-1997, Phó phòng Kế toán Công ty Phân đạm và Hóa chất Hà Bắc
Từ năm 1997-2002, Trưởng phòng Kế toán Công ty Phân đạm và Hóa chất Hà Bắc
Từ năm 2002-2003, Kế toán trưởng Công ty Phân đạm và Hóa chất Hà Bắc
Từ năm 2003-2006, Ủy viên Ban Kiểm soát Tổng Công ty Hóa chất Việt Nam
Từ năm 2006-2009, Ủy viên Hội đồng Quản trị Trưởng ban Kiểm soát Tổng Công ty Hóa chất Việt Nam
Từ năm 2009-2014, Tổng Giám đốc Tổng Công ty Hóa chất Việt Nam
Tháng 3/2014, Nguyễn Đình Khang được Ban Bí thư luân chuyển giữ chức Phó Bí thư Tỉnh ủy Hà Giang.
Tại đại hội Đại biểu toàn quốc lần thứ XII của Đảng Cộng sản Việt Nam, ông được bầu vào Ban chấp hành Trung ương Đảng Cộng sản Việt Nam.
Ngày 15/4/2016, Nguyễn Đình Khang được Bộ Chính trị phân công thôi giữ chức Phó Bí thư Tỉnh ủy Hà Giang để giữ chức vụ Bí thư Tỉnh ủy Hà Nam nhiệm kỳ 2015-2020.
Ngày 11/3/2019 Bí thư Tỉnh Hà Nam Nguyễn Đình Khang Tham gia công tác chuẩn bị tổ chức Đại lễ Vesak Liên hợp quốc năm 2019.
Tháng 7/2019, Bộ Chính trị quyết định đồng chí Nguyễn Đình Khang, Ủy viên TW Đảng, Bí thư Tỉnh ủy Hà Nam thôi tham gia Ban Chấp hành, Ban Thường vụ Tỉnh ủy Hà Nam, thôi giữ vị trí Bí thư Tỉnh ủy Hà Nam để điều động tham gia Đảng Đoàn Tổng Liên đoàn Lao động Việt Nam và phân công làm Bí thư Đảng Đoàn Tổng Liên đoàn Lao động Việt Nam, giới thiệu để hiệp thương làm Chủ tịch Tổng Liên đoàn Lao động Việt Nam thay ông Bùi Văn Cường đã được điều động làm Bí thư Tỉnh ủy Đắk Lắk.
Ngày 30 tháng 1 năm 2021, tại Đại hội đại biểu toàn quốc lần thứ XIII của Đảng, ông được bầu là Ủy viên Trung ương Đảng khóa XIII, nhiệm kỳ 2021-2026.
Ngày 4 tháng 6 năm 2021, Thủ tướng Chính phủ Phạm Minh Chính ký Quyết định số 855/QĐ-TTg, bổ nhiệm ông Nguyễn Đình Khang làm Phó Chủ tịch Hội đồng Thi đua - Khen thưởng Trung ương.